# 1022

## Události
- v Orléans na příkaz krále Roberta upáleno dvanáct kanovníků pro kacířství – první středověká hranice

## Narození
- ? – Ordulf Saský, vévoda z rodu Billungů († 28. března 1072)

## Úmrtí
- 12. března – Symeon Nový Teolog, byzantský mnich (* 949)
- 23. března – Čen-cung, císař Říše Sung (* 968)
- 30. března – Atenulf, italský šlechtic a benediktinský opat
- 28. června – Notker III., německý benediktinský mnich a spisovatel
- 23. července – Lej Jun-kung, čínský palácový eunuch a rádce
- 15. srpna – Nikeforos Fokas, byzantský aristokrat
- 2. září – Máel Sechnaill II., irský velekrál
- 20. listopadu – Bernward, biskup z Hildesheimu
- 2. prosince – Elvíra Menéndez, leónská královna
- Ál-Šajch Ál-Mufid, teolog a příslušník ší'itského hnutí Isná ašaríja
- Arikesarin, indický vládce dynastie Šiláhára
- Azíz ál-Dawla, fátimovský guvernér Aleppa
- Konstantin Dobrynič, novgorodský starosta
- Moninho Viegas, francouzský rytíř (* 950)
- Olof Skötkonung, švédský král
- Rededja, vůdce Čerkesů
- Sidi Mahrez, tuniský učenec (* 951)

## Hlavy států
- České knížectví – Oldřich
- Papež – Benedikt VIII.
- Svatá říše římská – Jindřich II.
  - Lucembursko – Jindřich I.
  - Lotrinské vévodství – Fridrich II. Barský / Gottfried II. Dolnolotrinský
  - Rakouské markrabství – Adalbert Babenberský
- Galicijské království – Alfons II.
- Leonské království – Alfons V. Vznešený
- Navarrské království – Sancho III. Veliký
- Barcelonské hrabství – Berenguer Ramon I. Křivý
- Francouzské království – Robert II. Pobožný
- Burgundské království – Rudolf III.
- Anglické království – Knut Veliký
- Dánské království – Knut Veliký
- Norské království – Olaf II. Svatý
- Švédské království – Olof Skötkonung – Jakob Anund
- Polské knížectví – Boleslav I. Chrabrý
- Uherské království – Štěpán I. Svatý
- Byzantská říše – Basileios II. Bulgaroktonos
- Kyjevská Rus – Jaroslav Moudrý